# Amsacta bicoloria
Amsacta bicoloria är en fjärilsart som beskrevs av M.Gaede 1916. Amsacta bicoloria ingår i släktet Amsacta och familjen björnspinnare. Inga underarter finns listade i Catalogue of Life.